# Кратовчани
Кратовчаните (единствено число кратовчанец, на македонска литературна норма: кратовчани, кратовчанец или кратовец, кратовци) са жителите на град Кратово, Северна Македония. Това е списък на най-известните от тях:

## Родени в Кратово
А — Б — В — Г — Д —
Е — Ж — З — И — Й —
К — Л — М — Н — О —
П — Р — С — Т — У —
Ф — Х — Ц — Ч — Ш —
Щ — Ю — Я

### А
- Александър Гюргинчев (1879 – 1922), деец на ВМРО, кмет на Кратово
- Александър Попдимитров (1892 – 1970), български офицер, генерал-майор
- Александър Хаджигеоргиев (1882 – ?), македоно-одрински опълченец
- Алекси Иванов Гърчев, български революционер от ВМОРО, лежал в затвора в османско време заедно с Милан Шапкалиски[1]
- Анания Младенов, български революционер от ВМОРО, четник на Йордан Спасов[2]
- Атанас Полеган, свещеник в Кюстендил през 30-40-те години на XIX век, спомоществовател за „Писменик общеполезен“ на Христаки Павлович (1835), „История на Великий Александра македонца“, превел Христо Василев (1844), „Житие св. Григория Омиритскаго“, превел Ав. Попстоянов (1852)[3]

### Б
- Борис Борозанов (1897 – 1951), български артист и кинорежисьор
- Борис Георгиев Анастасов (? – 1918), български военен деец, поручик, загинал през Първата световна война[4]

### В
- Велко Попович, български книжовник от XVIII век
- Викентий Попанастасов (1881 – 1915), български революционер и анархист

### Г
- Георги Гърчев (1885 – 1912), български военен и революционер
- Георги Данаилов (1877 – 1928), български просветен деец
- Георги Евремов (1932 – 2011), учен от Северна Македония
- Георги Киров (1883 – ?), български синдикалист, миньор в Перник и в мина „Бъдеще“ в Тревненския балкан, пръв секретар на Рудничарския синдикат в Перник, от 1919 г. до декември 1944 г. работи в окръжното данъчно управление в Русе[5][6]
- Георги Петров, български просветен деец, учител в Скопското българско свещеническо училище[7]
- Георги Цветинчев (1882 – 1967), български революционер, юрист, общественик и просветен деец
- Георги Шапкалиски (1880 – след 1943) български революционер, деец на ВМОРО
- Георги Шатев 1882 – ?), български революционер
- Григор Манасиев (? – 1903), български просветен деец и революционер
- Георги Нови Софийски (1496/1497 – 1515), български светец новомъченик
- Георги Ефремов (р. 1932), политик от Северна Македония

### Д
- Данаил Георгиев, български политик, народен представител в VII обикновено народно събрание[8]
- Дешо, български революционер, куриер на ВМОРО, действал в 1914 година, родом от Кратовско[9]
- Димитър Граматиков, български адвокат
- Димитър Попйосифов, български учител и духовник
- Дургут Едиповски (1937 – 1991), политик от Социалистическа република Македония

### Е
- Ефрем Каранов (1852 – 1927), български фолклорист, преводач и обществен деец

### И
- Иван Каранов (1851 – 1928), български учител, политик и революционер
- Иван Кръстев, български революционер от ВМОРО, четник на Йордан Спасов[2]
- Иван Мицов, български просветен деец
- Иван Николов, български революционер, деец на ВМОРО, четник на Стоян Леков[10] и на Дончо Ангелов в 1915 година[11]
- Иван К. Сапунджиев (1860 – ?), български учител и дарител[12]
- Иван Шатев, околийски ръководител на ВМОРО
- Ивица Ампов (р. 1969), северномакедонски военен

### Й
- Йоан Кратовски (XVI век), български книжовник и орнаментатор
- Йоан Христев (XIX век), български миниатюрист
- Йордан Анастасов, български просветен деец
- Йосиф Даскалов (1868 – 1909), български революционер

### К
- Кирил Иванов Попандонов (? – 1918), български военен деец, подпоручик, загинал през Първата световна война[13]
- Кольо Захариев, български революционер от ВМОРО, четник на Тане Николов[14]
- Костадин Димитров, български революционер от ВМОРО, четник на Лука Джеров[15]

### Л
- Лазар Караиванов (1894 – след 1942), български лекар

### М
- Мане Кратовски (? – 1922), деец на ВМРО, дългогодишен четник, загинал в сражение със сръбска войска на 29 ноември 1922 заедно с Илия Кушев[16]
- Милан Шапкалиски (1882 – след 1943) български революционер, деец на ВМОРО
- Михаил Димитров Шатев (1863 – 1915), сладкар, 1 клас, 4-та и Нестроева рота на 3-та солунска дружина,[17] младши подофицер, носител на орден „За храброст“ IV степен. Умира на 2 декември 1915 г. през Първата световна война в полската инфекциозна болница в Щип. Първи братовчед на Павел Шатев.[18]
- Михаил Монев (1881 – 1944) български революционер, деец на ВМОРО и ВМРО
- Михаил Петров, български революционер от ВМОРО, четник на Йордан Спасов[19]
- Михаил Цветков (р. 1954), министър на земеделието на Северна Македония
- Михаил Чукчуков (1870 – 1950), български просветен деец и общественик[20]

### Н
- Нане Десподов, български революционер, деец на ВМОРО, четник на Кръсто Лазаров в 1915 година[21]
- Наско Георгиев, български революционер от ВМОРО, четник на Йордан Спасов[2]
- Никодим Симеонович, учител в Иван Чифлик, Русенско, през 1872 година, брат на Константин Молович[22]
- Никола Мицев (1913 – 1990), деец на НОВМ, член на АСНОМ

### П
- Павел Гюргинчев (1908 – 1979), български поет
- Петър Давидов Белокапов (? – 1907), български деец, убит на 21 септември 1907 година в Страцин от сръбска чета заедно с още 17 души; на 22 март 1943 година съпругата му Еленка, 76-годишна от Кратово, като жителка на Скопие, подава молба за българска народна пенсия, в която пише „за българщината в Македония даде живота си моя съпруг“; молбата е одобрена и пенсията е отпусната от Министерския съвет на Царство България; дъщеря им Стойна е учителка, а синът им Стоил Давидов – свещеник[23]
- Павел Шатев (1882 – 1951), български революционер
- Павле Монев, български революционер от ВМОРО, четник на Никола Сарафов[24]
- Петър Трайчев (1881 – 1903), български революционер на ВМОК, четник при Стоян Бъчваров, загинал при сражението с турски аскер в Карбинци[25]

### С
- Саздо Ямболов, български революционер, деец на ВМОРО
- Симеон Добревски (1869 – ?), български военен инженер
- Симеон Златков (1884 – ?), завършил физико-математически факултет във Фрибург в 1912 г.[26]
- Станимир Иванов Топуков (1894 – ?), български литератор, общественик, запасен офицер
- Стефан Бидиков (1886 – 1944), български общественик и революционер
- Стефан Велков, български революционер, деец на ВМОРО, четник на Стоян Леков в 1915 година[10]
- Стефан Симич (1882 – 1962), сръбски географ и политик
- Стефан Стефанов (? – 1946), български политик и адковат
- Стефан Георгиев Тошев (1883 – 1930), български революционер от ВМОРО
- Стефан Хаджикостов (1882 – след 1943), български революционер, деец на ВМОРО и ВМРО
- Стефчо Максимов (? – 1898), български просветен деец
- Стоил Давидов Белокапов, български свещеник
- Стоимен Кратовски, български революционер, куриер на ВМОРО, действал в 1914 година, родом от Кратовско[9]
- Стойчо Петров (Петрев), български революционер от ВМОРО, навлязал в Македония в 1915 година с четата на куриера Яне Алексов,[27] по-късно същата година отново с четата на Стоян Леков[28] и с тази на Дончо Ангелов[29]
- Страхил Коцев (1901 – ?), български юрист, секретар касиер на Кратовското благотворително братство в София[30]
- Страхил Топуков, журналист и деец на ВМРО
- Страшимир Георгиев Анастасов (9 октомври 1910 – ?), завършил в 1942 година право в Софийския университет[31]

### Т
- Поручик Трайчев (? – 1923), деец на ВМРО, убит през 1923 година от органи на българската полиция.[32]
- Трайчо Димитров, български революционер, деец на ВМОРО, жив към 1918 г.[33]

### Ц
- Цане Андреевски (р. 1930), писател от Северна Македония

### Ч
- Чедо Якимовски (1940 – 1993), поет от Северна Македония

### Я
- Яким Игнатиев (1870 – 1901), български революционер, член на Одринския окръжен комитет на ВМОРО

### Опълченци от Кратово
- Величко Николов (1841 – март 1906, Кюстендил), от Кратовско, I опълченска дружина, доброволец в Сръбско-турската война от 1876 година във II батальон на Доброволчесската бригада на генерал Черняев, на 28 април 1877 година постъпва в I дружина на II рота, а на 12 юни 1877 година е преведен в I рота, след създаването на Княжество България живее и работи като самарджия в Кюстендил[34][35]

### Македоно-одрински опълченци от Кратово
- Александър Анастасов, 19 (20)-годишен, 4 рота на 3 солунска дружина, носител на орден „За храброст“ IV степен[36]
- Димитър Авскентиев, 25-годишен, 8 костурска дружина, мутафчия, III клас, 2 рота на 10 прилепска дружина[37]
- Иван М. Ачев, 38-годишен, работник, 1 отделение, 1 рота на 10 прилепска дружина[38]
- Йордан Александров, Нестроева рота на 10 прилепска дружина[39]
- Манол Александров (Мано, Маноил, Мануил Алексов), македоно-одрински опълченец, 22-годишен, шивач, I клас, Кюстендилска дружина, орден „За храброст“ IV степен[40]
- Мите Алексов, 46-годишен, дюлгер, касапин, Кюстендилска дружина[41]
- Михаил Димитров Шатев, 49-годишен, сладкар, I клас, 4 и Нестроева рота на 3 солунска дружина, носител на кръст „За храброст“[17] През Първата световна война починал в 3/11-а полска инфекциозна болница в Щип.[42]
- Михаил Димитров Кокошков, 24-годишен, I клас, 2 рота на 3 солунска дружина, носител на бронзов медал.[43] Загинал в битката при Криволак през Първата световна война като ефрейтор в 64-ти пехотен полк.[44]

## Кратовчани загинали във войните за национално обединение на България
- Александър Митев Смиленов, редник, загинал през Първата световна война[45]
- Борис Георгиев Анастасов, поручик, загинал през Първата световна война[4]
- Герасим Як. Цеков, редник, загинал през Първата световна война[46]
- Димитър Иванов, ефрейтор, загинал през Междусъюзническа война[47]
- Дионис Алексиев Мойсеев, канонир, загинал през Първата световна война[48]
- Иван Лазаров, македоно-одрински опълченец,[49] загинал през Междусъюзническа война[50]
- Кирил Иванов Попандонов, подпоручик, загинал през Първата световна война[13]
- Коста Кузманов, македоно-одрински опълченец,[51] загинал през Междусъюзническа война[52]
- Михаил Димитров Кокошков, ефрейтор, загинал през Първата световна война[44]
- Михаил Петров, редник, загинал през Междусъюзническа война[53]
- Михал Петров, редник, загинал през Първата световна война[54]
- Михал Димитров Шатев, редник, загинал през Първата световна война[42]
- Нане Деспотов, редник, загинал през Първата световна война[55]
- Никола Гичев Мицов, редник, загинал през Първата световна война[56]
- Петър Мързов Максимов, редник, загинал през Първата световна война[57]
- Стефан Ив. Кратовски, старши подофицер, загинал през Междусъюзническа война[58]
- Юрдан Тодоров, редник, загинал през Междусъюзническа война[59]

## Свързани с Кратово
- Васил Хаджиниколов, кратовски войвода на ВМОРО през Балканската война, действа с Ефрем Чучков и части на Седма рилска дивизия[60]
- Владимир Хаджиниколов, кратовски войвода на ВМОРО през август 1914 година[60]
- Димитър Кратовски, православен дякон и български книжовник от XV век
- Стефан Павлов Кантарджията, войвода от ВМОРО